# Orthomorpha tuberculata
Orthomorpha tuberculata är en mångfotingart som först beskrevs av Carl Graf Attems 1937.  Orthomorpha tuberculata ingår i släktet Orthomorpha och familjen orangeridubbelfotingar. Inga underarter finns listade i Catalogue of Life.